# Leonardo Domenici
Leonardo Domenici (ur. 12 lipca 1955 we Florencji) – włoski polityk, burmistrz Florencji, eurodeputowany.

## Życiorys
W 1980 ukończył studia z zakresu filozofii moralnej na Uniwersytecie we Florencji. Wcześniej, w 1976, przystąpił do Federacji Młodych Komunistów (Federazione dei giovani comunisti). Był jednym z liderów krajowych tej organizacji. W 1990 i 1995 uzyskiwał mandat radnego Florencji.
Po rozwiązaniu Włoskiej Partii Komunistycznej działał w PDS i następnie w Demokratach Lewicy. W pierwszej połowie lat 90. był członkiem florenckiej rady miejskiej. Od 1994 do 1999 zasiadał w Izbie Deputowanych XII i XIII kadencji. Z mandatu zrezygnował w związku z wyborem na stanowisko burmistrza Florencji. W 2004 skutecznie ubiegał się o reelekcję.
W 2007 został członkiem komitetu założycielskiego powołanej z połączenia kilku centrolewicowych ugrupowań Partii Demokratycznej. W 2008 publicznie zapowiedział wystąpienie na drogę sądową przeciwko Wikipedii po tym, jak we włoskiej edycji projektu pojawiły się wpisy krytykujące jego działalność.
W 2009 z listy PD uzyskał mandat posła do Parlamentu Europejskiego VII kadencji, w którym przystąpił do grupy Postępowego Sojuszu Socjalistów i Demokratów.